# Ligne de Catane à Agrigente
La ligne de chemin de fer Catane-Agrigente est une ligne ferroviaire en Sicile gérée par la RFI qui utilise des lignes ferroviaires construites à différentes époques :
- le tronçon de Catania Centrale à Caltanissetta Xirbi de la ligne Palerme-Catane inauguré entre 1863 et 1885 ;
- la ligne Caltanissetta Xirbi-Agrigente inaugurée entre 1874 et 1880.

## Historique

### Chronologie
| Tronçon                                      | Inauguration      |
| -------------------------------------------- | ----------------- |
| Catane - Bicocca                             | 1er juillet 1869  |
| Bicocca- Catenanuova                         | 15 mai 1870       |
| Catenanuova- Raddusa                         | 27 juin 1870      |
| Raddusa - Leonforte Pirate                   | 15 août 1870      |
| Aragon - Porto Empédocle                     | 1er novembre 1874 |
| Leonforte Pirato - Villarosa                 | 1er février 1876  |
| Villarosa - Caltanissetta Xirbi              | 1er mars 1876     |
| Caltanissetta - Canicattì                    | 24 septembre 1876 |
| Caltanissetta Centrale - Caltanissetta Xirbi | 8 avril 1878      |
| Canicattì - Aragona                          | 3 novembre 1880   |
| Agrigente Bassa - Agrigento Centrale         | 28 octobre 1933   |

### Histoire
La ligne fut construite en sections par la Société italienne des chemins de fer du Sud. La gare de Caltanissetta Centrale est reliée le 24 septembre 1876 à la gare de Canicattì, créant la connexion à Licata en 1881. Il faudra attendre le 8 avril 1878 pour l'inauguration du tunnel de Caltanissetta (1 748 mètres), faisant la liaison de la gare centrale à celle de Santa Caterina Xirbi (environ 6 km) reliant ainsi les villes de Caltanissetta et Catane. Le 3 novembre 1880, la gare de Canicattì est reliée à celle d'Aragona Caldare, créant la liaison Caltanissetta-Agrigente et donc celle venant de Palerme. La ligne resta la seule liaison ferroviaire entre les deux capitales siciliennes entre Palerme et Catane (via Aragona Caldare) jusqu'en 1885, année où fut inaugurée le tunnel de Marianopoli (6 478 mètres) qui ouvrit la route la plus courte vers Caltanissetta Xirbi puis la liaison directe Palerme-Catane. La ligne est achevée en 1933 lorsque la gare d'Agrigente Bassa est reliée à la gare d'Agrigente Centrale.
La ligne a été entièrement électrifiée le 26 mai 1992.

## Galerie de photos

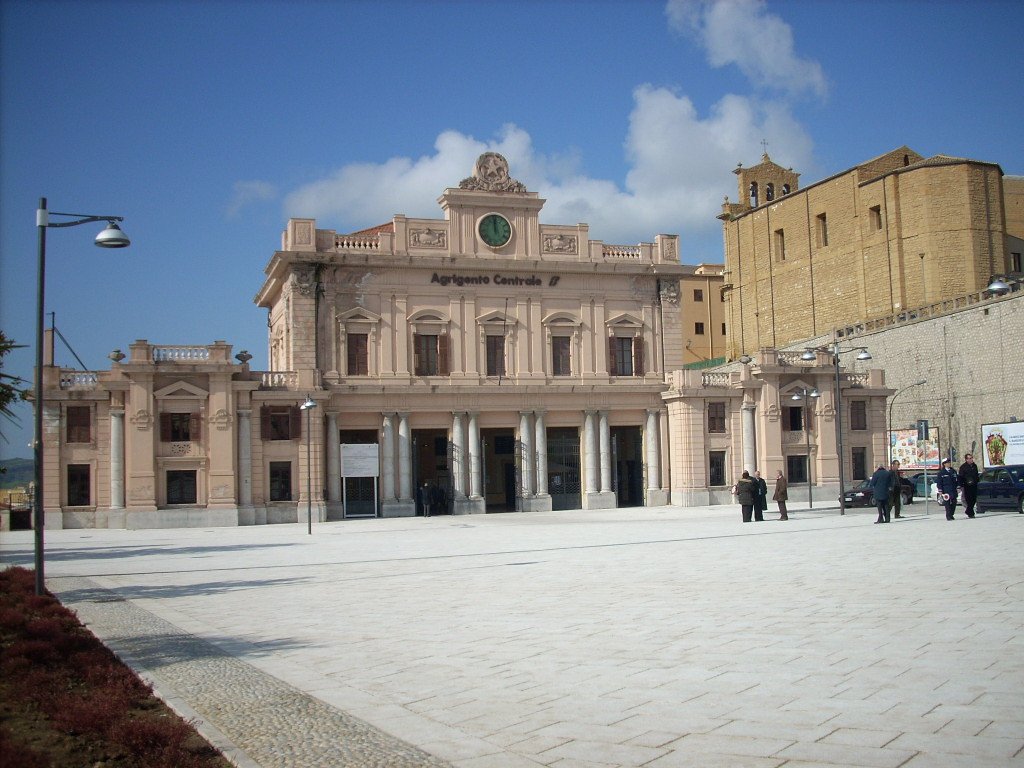
La gare centrale d'Agrigente.
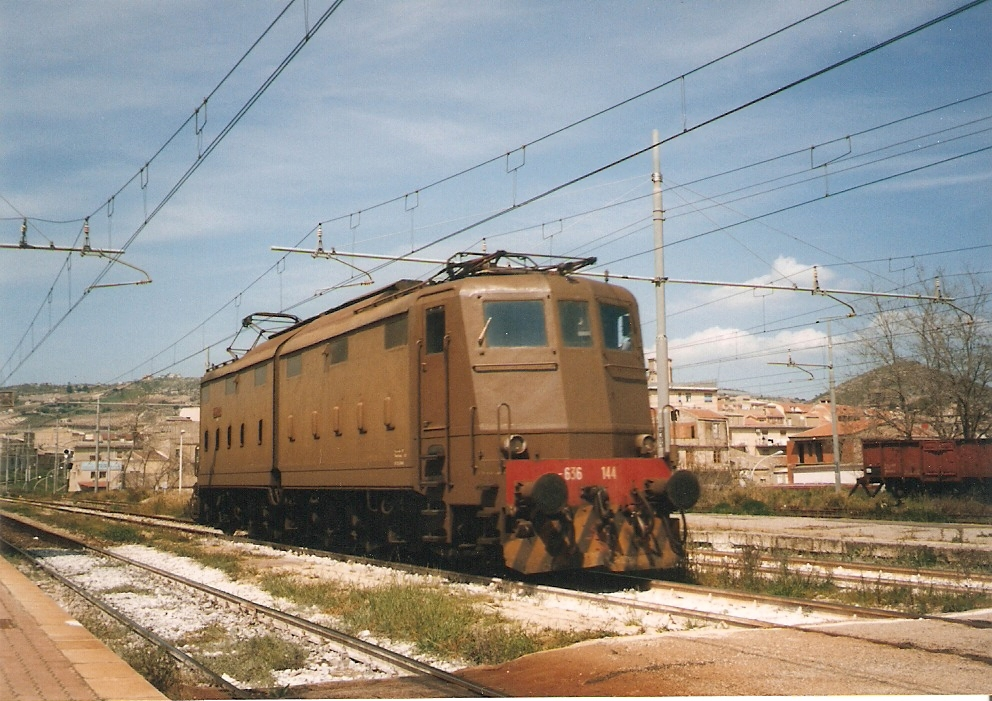
L'E.636 manœuvrant à la gare de Canicattì. Ce fut l'une des locomotives électriques les plus utilisées sur la ligne jusqu'au début des années 2000.
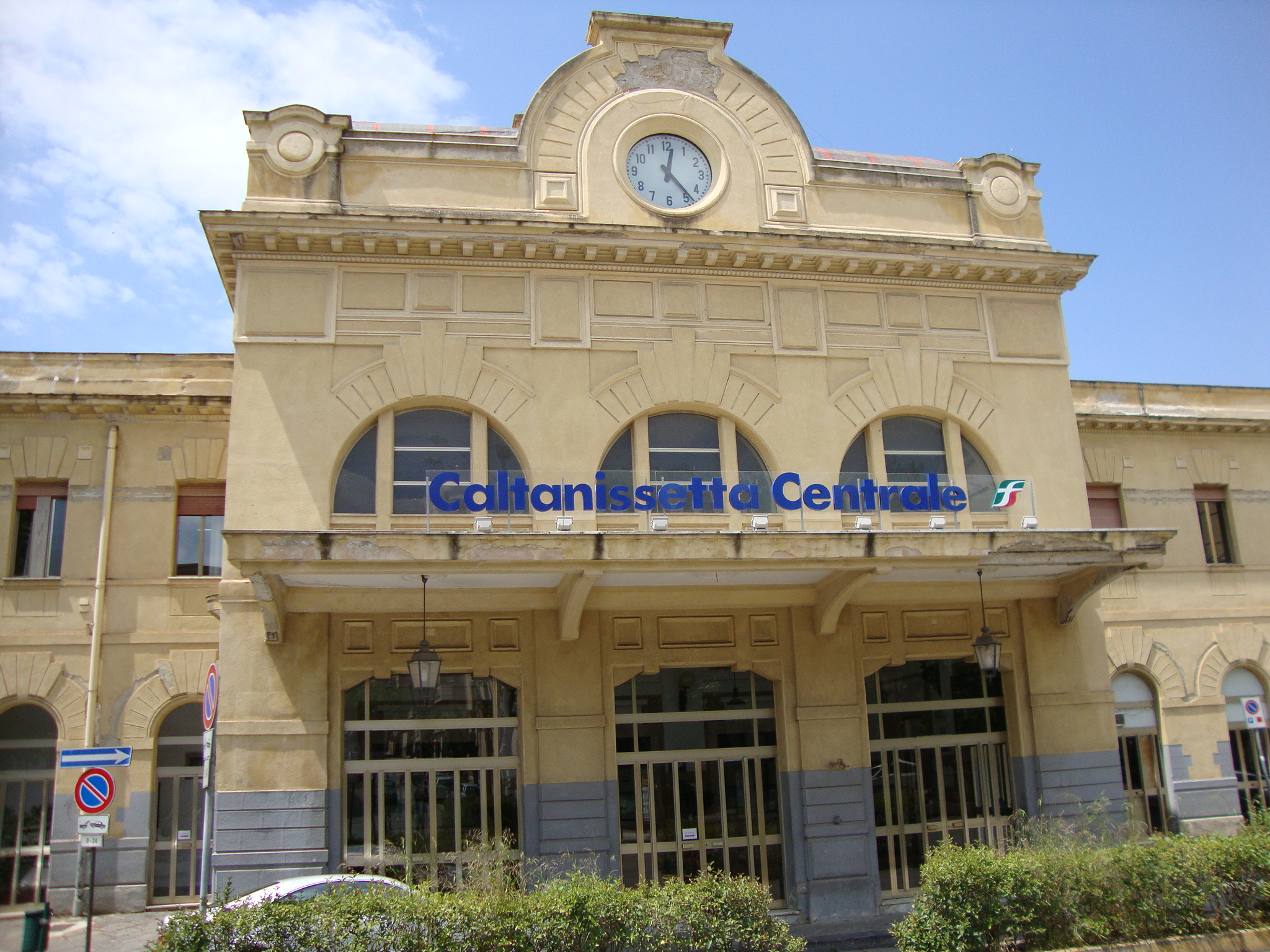
La gare centrale de Caltanissetta
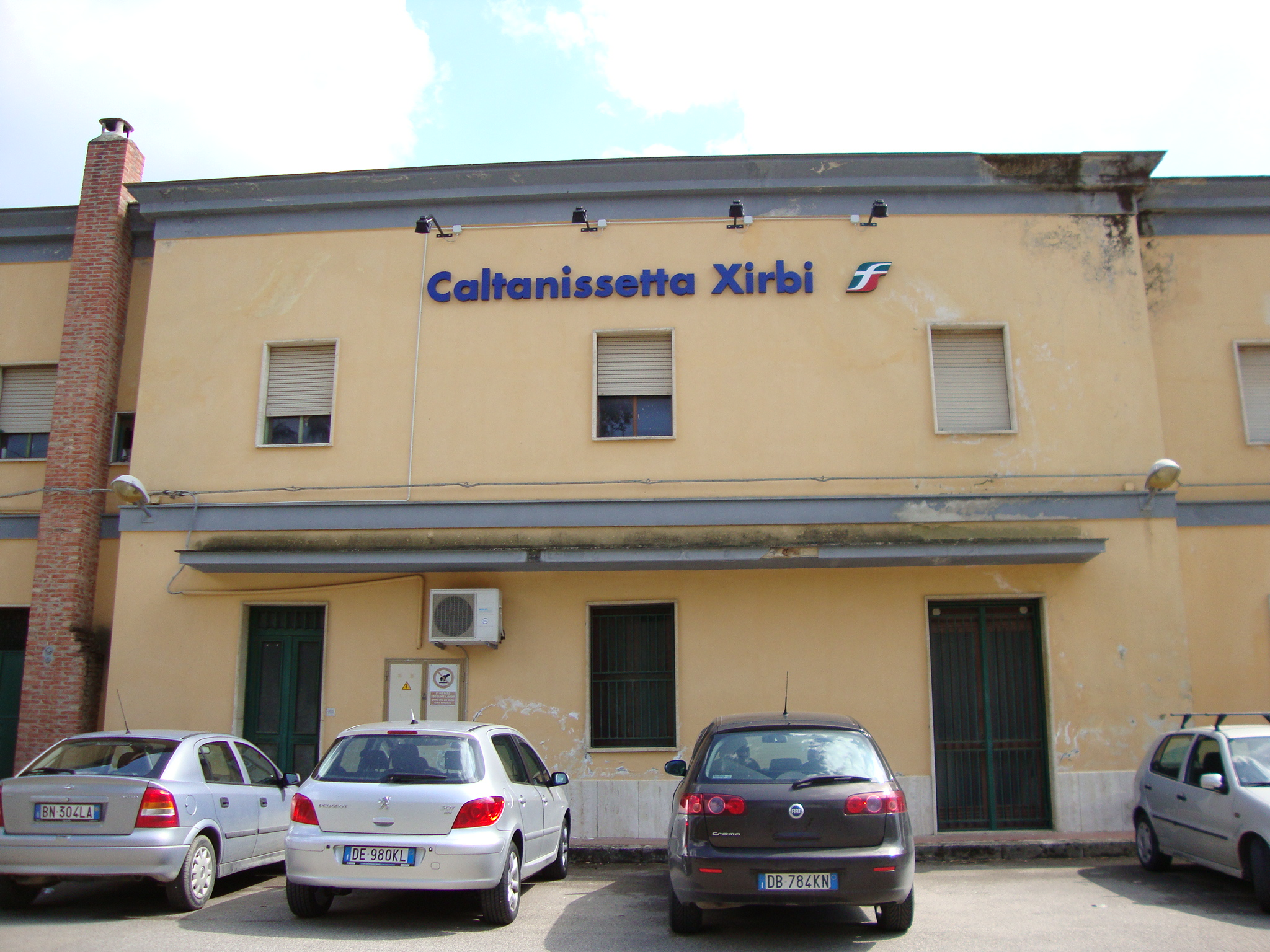
La gare de Caltanissetta Xirbi.
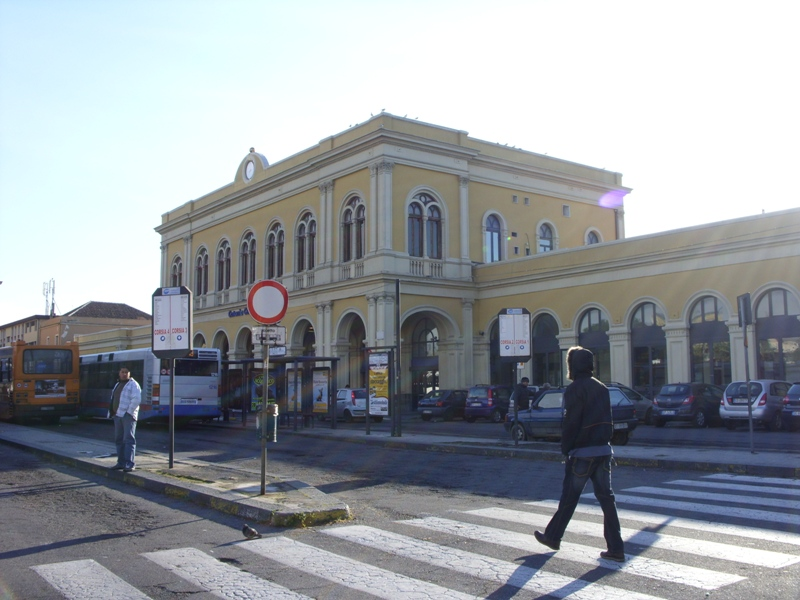
La gare centrale de Catane.
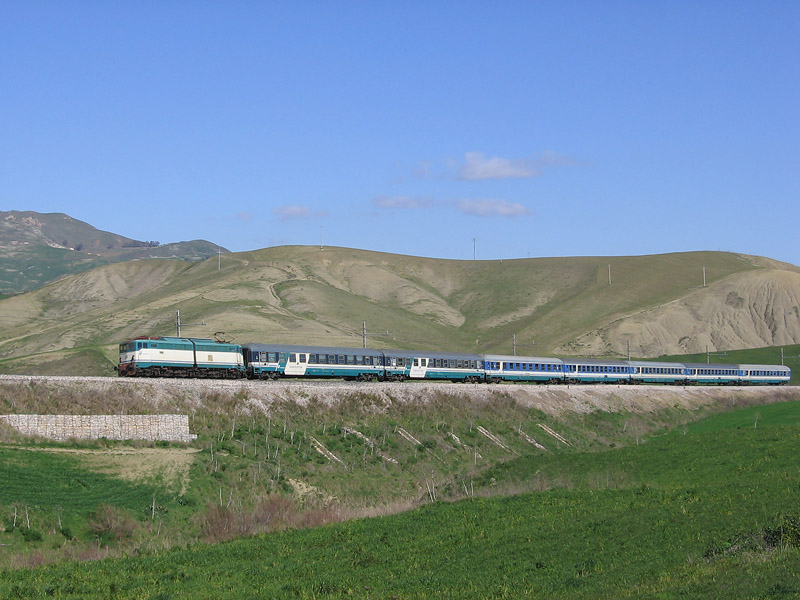
La Freccia del Sud près d'Imera.